# Římská zahrada

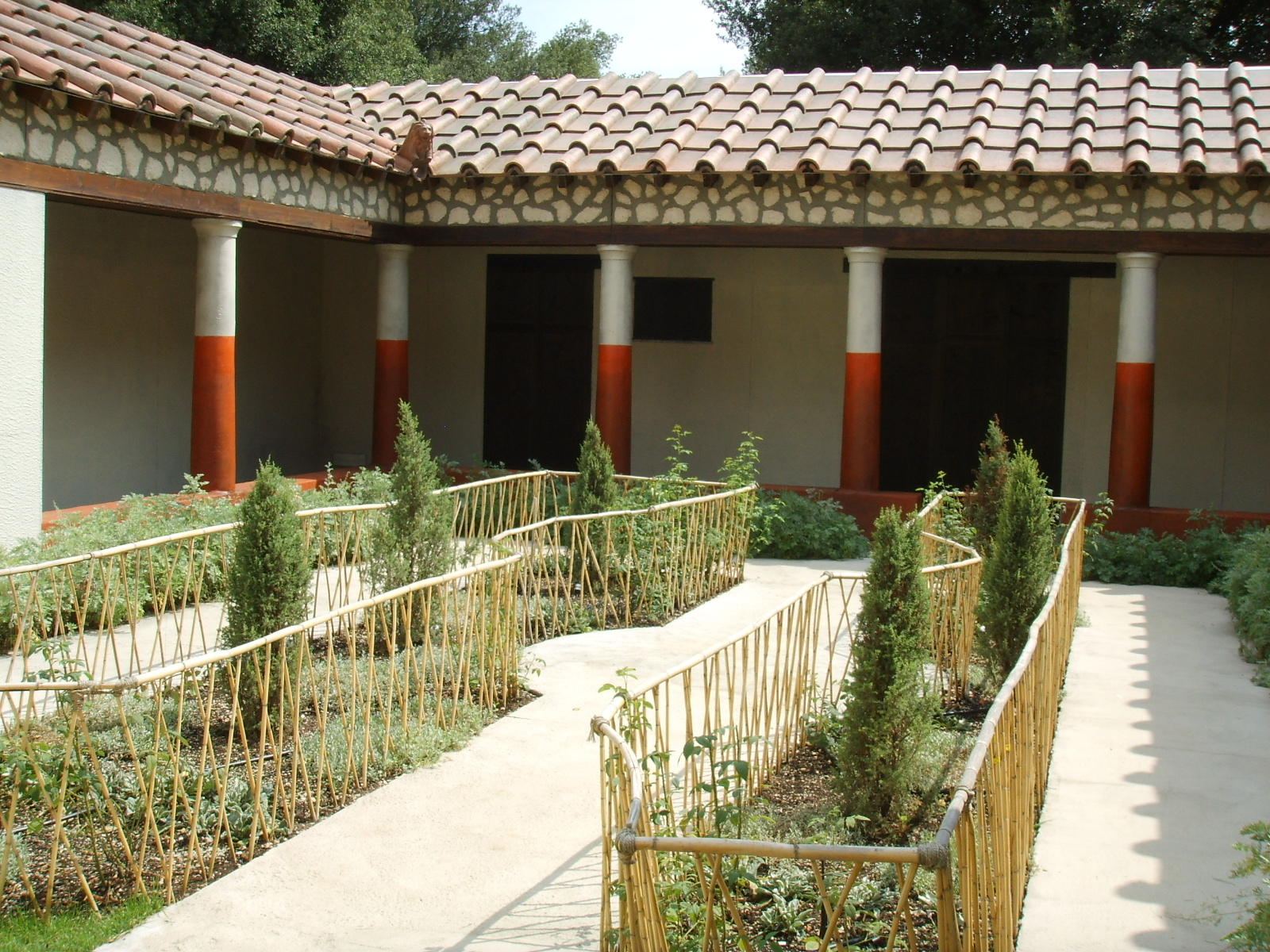
Rekonstrukce zahrady v Pompejích

Římské zahrady byly zahrady, jejichž architektonický způsob výsadby a technické metody údržby byly používány a rozvíjeny Římany. Římské zahrady se staly díky osobitému vkusu Římanů vrcholnými zahradnickými díly své doby. V dobách kolem 1. století n. l. Římané jasně odlišovali stylově, umístěním, skladbou a použitím zeleninové zahrady, užitkové sady, výsadby v okolí venkovských vil, rozsáhlé parky a malé městské zahrady. Nejznámější městské zahrady měly často pravidelný tvar a obvykle byly založeny jako pravidelné, geometrické zahrady. V zahradní architektuře římských zahrad zjevně působily vlivy perské a řecké kultury. Využití zahrady jako součásti obydlí bylo ještě častější než u Řeků. V zahradách se i spávalo. Uprostřed pravidelně členěného peristylu stála kašna anebo vodotrysk, cesty byly dlážděné, lemované květinovými záhony. Na pravidelný architektonický styl římské zahrady výrazně odkazují zahrady a zahradní styly v celé Evropě až do konce 18. století.
Větší parky měly části podobné holandským a francouzským barokním zahradám, avšak v dalších částech jsou podle popisů se zahrady nápadně podobají přírodně krajinářským parkům utvářeným podle zásad sadovnické tvorby. V okrasných zahradách se ovocné dřeviny nacházely zcela výjimečně. Prakticky u každého obydlí byla zeleninová zahrada, za jejíž stav zodpovídala hospodyně. Při pěstování květin i zeleniny Římané používali rychlení a oddalování kvetení a plodnosti, stejně jak je tomu dnes.

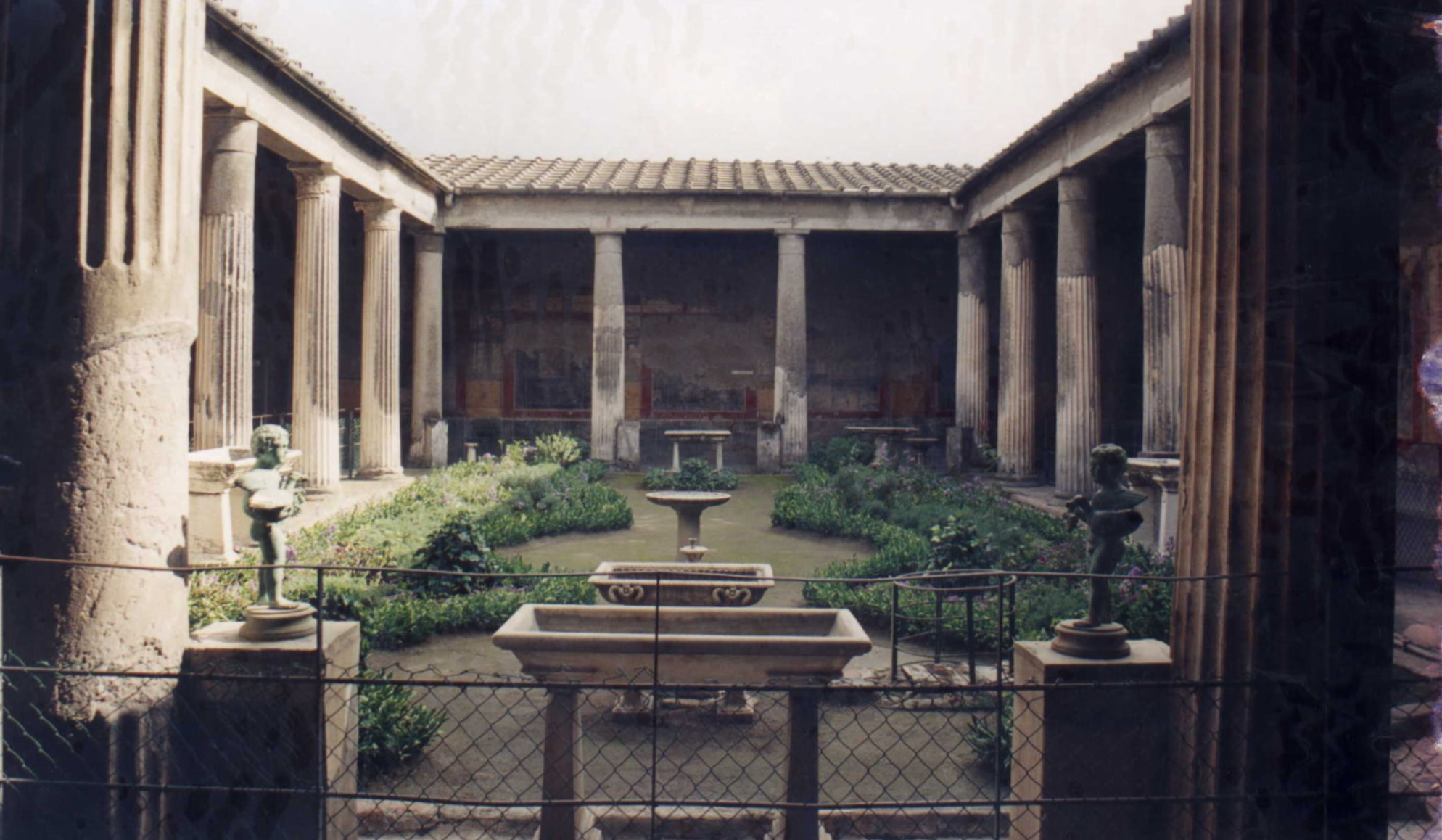
rekonstrukce zahrady Vettii, září 2000

Zahrada v starověkém Římě představuje stejně jako v starověkém Egyptě nedílnou součást obydlí, vil, prostých domů, společenských a kulturních staveb. Výstavba parků pro veřejnost byla také výrazem politické prestiže zadavatele a způsobem politického boje. Rozsáhlé soukromé okrasné zahrady byly předmětem dobové kritiky jako projev rozmařilosti. Obliba zahrad a kvetoucích rostlin byla rozšířena mezi všemi vrstvami obyvatelstva a pěstování kvetoucích rostlin muselo být dokonce omezováno zákonem.

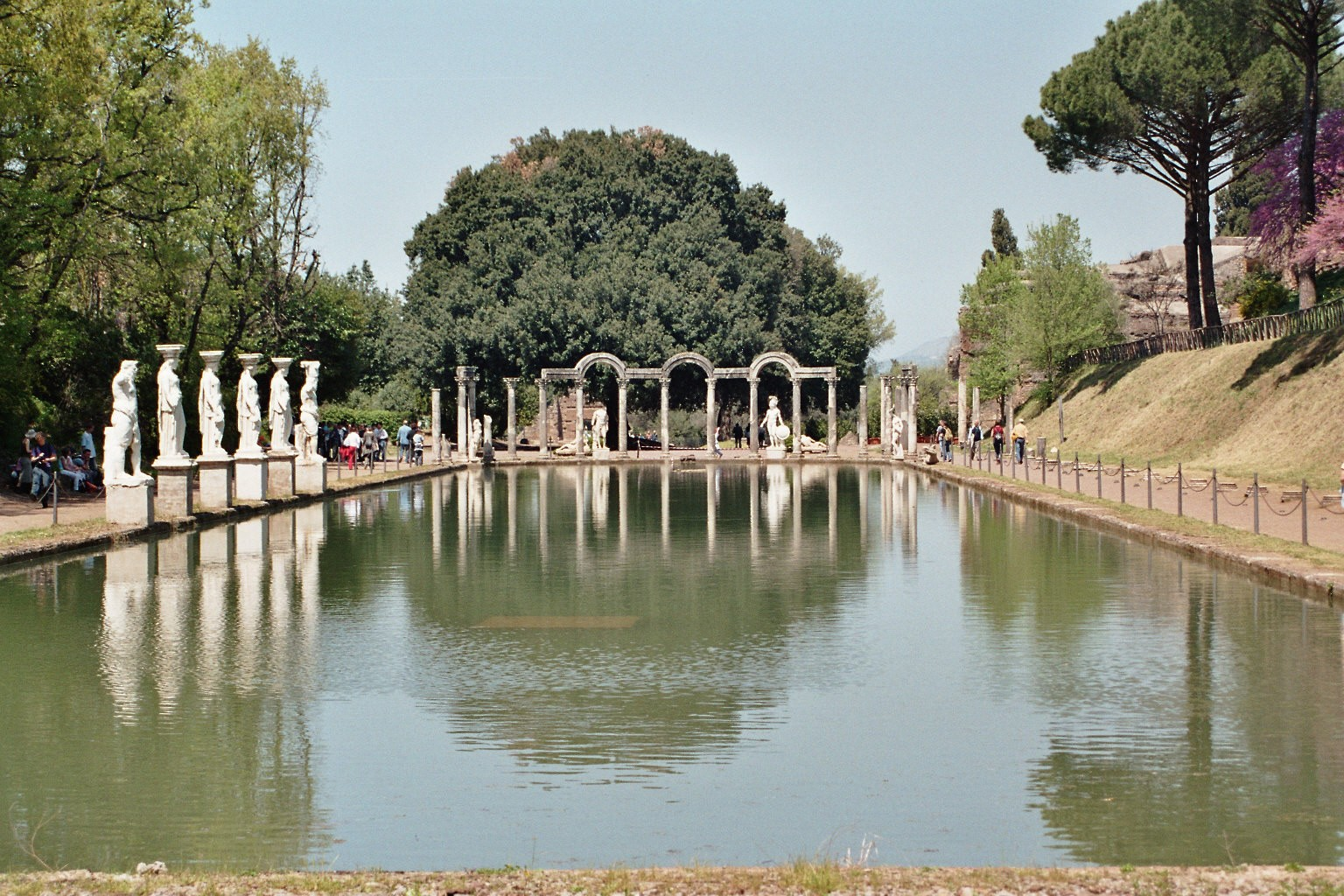
Canopus Hadriánovy vily, Hadriánova vila v Tivoli, Řím

## Vývoj v souvislostech
Římské zahrady byly ovlivněny perskými a řeckými zahradami, jejich architekturou a způsoby, což souvisí s prolínáním kultur i válečnými výpravami. John Claudius Loudon (1783 – 1843) v rozsáhlé publikaci zabývající se mimo jiné historií zahradnictví píše: Římané se naučili zahradnictví od Řeků a Řekové od Peršanů a tak postupovalo jako každé další umění od civilizací východu na západ. Z dalších informací v encyklopedii vyplývá, že je tím míněno jak využití zahrad jako míst odpočinku, ale zejména jako míst sloužící k reprezentaci. Lze pouze předpokládat vysoce pravděpodobné ovlivnění egyptskými zahradami.

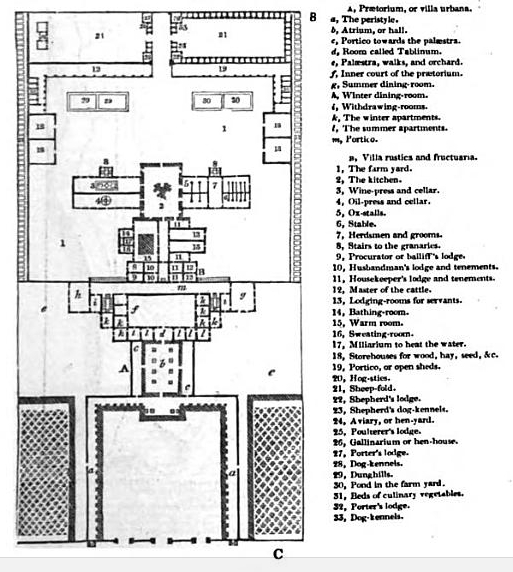
Villa urbana, městská vila s podrobným popisem svých částí.

Podobně jako v řecké civilizaci i v Římě zahrady sloužily ke zkrášlení chrámů, stejně jako rekreační prostory. V Řecku se poprvé objevily i veřejné zahrady a parky a odsud je zřejmě převzali i Římané. Kimón v Athénách prý dal strhnout zdi své zahrady a přeměnit ji ve veřejný prostor. Ve starověkém Latiu tvořila zahrada součást každého vesnického sídla. Podle Cato staršího by měla být zahrada poblíž každého domu a měla by mít květinové záhony a okrasné stromy. Horatius napsal, že během jeho časů zahrady staly národní zálibou. Augustus postavil Porticus Liviae, veřejnou zahradu na kopci Equitine v Římě. Mimo Řím se zahrady šířily v bohatých městech.
Poprvé se o zahradě v římské historii podle Loudona zmínil Tarquinius Superbus, (534 př. n. l.), v souvislosti s Livy a Dionysiusem z Halicarnassu. Z toho co píše, lze vyvodit, že sousedily s královským palácem a byly plné květin, především růží a máků. Další v časovém sledu jsou zmínky o zahradách Lucullových, jež byly umístěny v Neapolském zálivu. Byly velkolepé a nákladností soupeřily se zahradami východních panovníků. Podle Plutarcha Xerxovy zahrady sestávaly obrovských ploch, teras vysoko nad mořským břehem na místech, kde předtím byly kopce. Rozsáhlé vodní plochy, které byly jejich součástí, nesly jména jako Nill nebo Neuripus. Lucullus podniknull několik výprav do východní části Asie a je pravděpodobné, že právě zde si našel vzor pro tento druh nádhery. Varro se vysmívá těmto zahradám pro jejich ohromující přepych a Cicero srovnává tato velkolepá vodní díla s přírodním proudem řeky Fibrenius, v níž leží malý ostrov. Lucullus, ať už byl jakkoliv bláznivý nebo extravagantní, introdukoval do římských zahrad třešně, broskve a meruňky z Orientu, což je přínos, který doposud přetrval. (Plútarchos ve Vita Luculli; Sallustus a Varro de Re Rustica.)
Virgilius a Propertius se zmiňují o pěstování borovice jak milované od boha Pana, ochranného boha zahrad. Upozorňuje, že stín platanu kvůli tloušťce jeho listí je obzvláště příjemný a dobře přizpůsobený k společnému stolování. Myrtu a vavřín mají v hluboké úctě pro jejich vůni. Římané dospěli k studiu složení nebo mísení vonných stromů. Studovali, jak je navzájem vysazovat, aby se jejich vůně vhodně smísily. Od Cicerona a Plinia staršího se dovídáme, že pěstování v trojsponu se v římských zahradách běžně používalo. Také způsob řezu (stříhání) stromů byl poprvé představen Cneusem Matiusem, přítelem Augusta.
Smysl pro nepravidelný styl je obyčejně přisuzován modernímu věku, avšak již některé římské zahrady císaře Nerona, například u Villa Adriana Tiburtina a Domus Aurea Nera, podle popisu od Suetonia musí být považovány za první prototypy zahradního slohu, které dnes nazýváme anglické zahradnictví. Nero zemřel 68 n. l. a jmenované zahrady lze tak datovat do 1. století n. l.
Některé vzory městských zahrad Římanů ze začátku našeho letopočtu, je možné získat z obrazů zachráněných z trosek Herculanea a Pompejí, jež byly pohřbeny pod proudy lávy z Vesuvu roku 79 n. l. Zahrady na obrazech zde jsou reprezentovány jako malé plochy pozemků před domy, uzavřené mřížovím, osázené živými ploty a ozdobené vodotrysky, vázami a jinými ozdobami. Rostliny v květináčích se objevují někdy na chodnících a postavené v oknech. Na dveřích může být někdy zpozorována popínavá rostlina. Stěny, které obklopují dvory, lze vidět v Pompejích, ale největší zahrada nemá více než čtvrt akru.

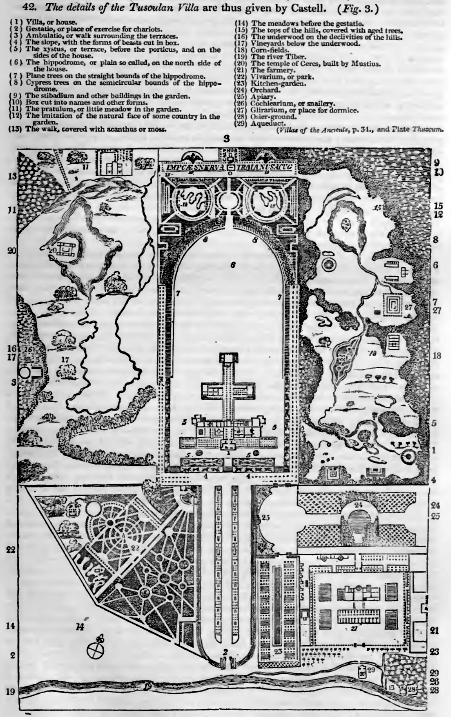
Románská Tusoulanská vila, 1. století n. l., popisovaná Pliniem starším. Nárys zahrady ukazuje podobnost s pravidelnými i přírodně krajinářskými prvky

Někteří panovníci zřizovali pro nemajetné veřejné sady a upravovali okolí shromaždišť. Významné byly zahrady venkovských sídel bohatých obyvatel , ale i zahrady u městských paláců. Mezi nejobdivovanější patřily zahrady římského konzula Luculla na Monte Pincio, které však byly založené ve stylu perské zahrady, zahrady Sallustiovy, park věnovaný císařovně Livii Drusile císařem Augustem na Palatinu či zahrady Mecenatovy.

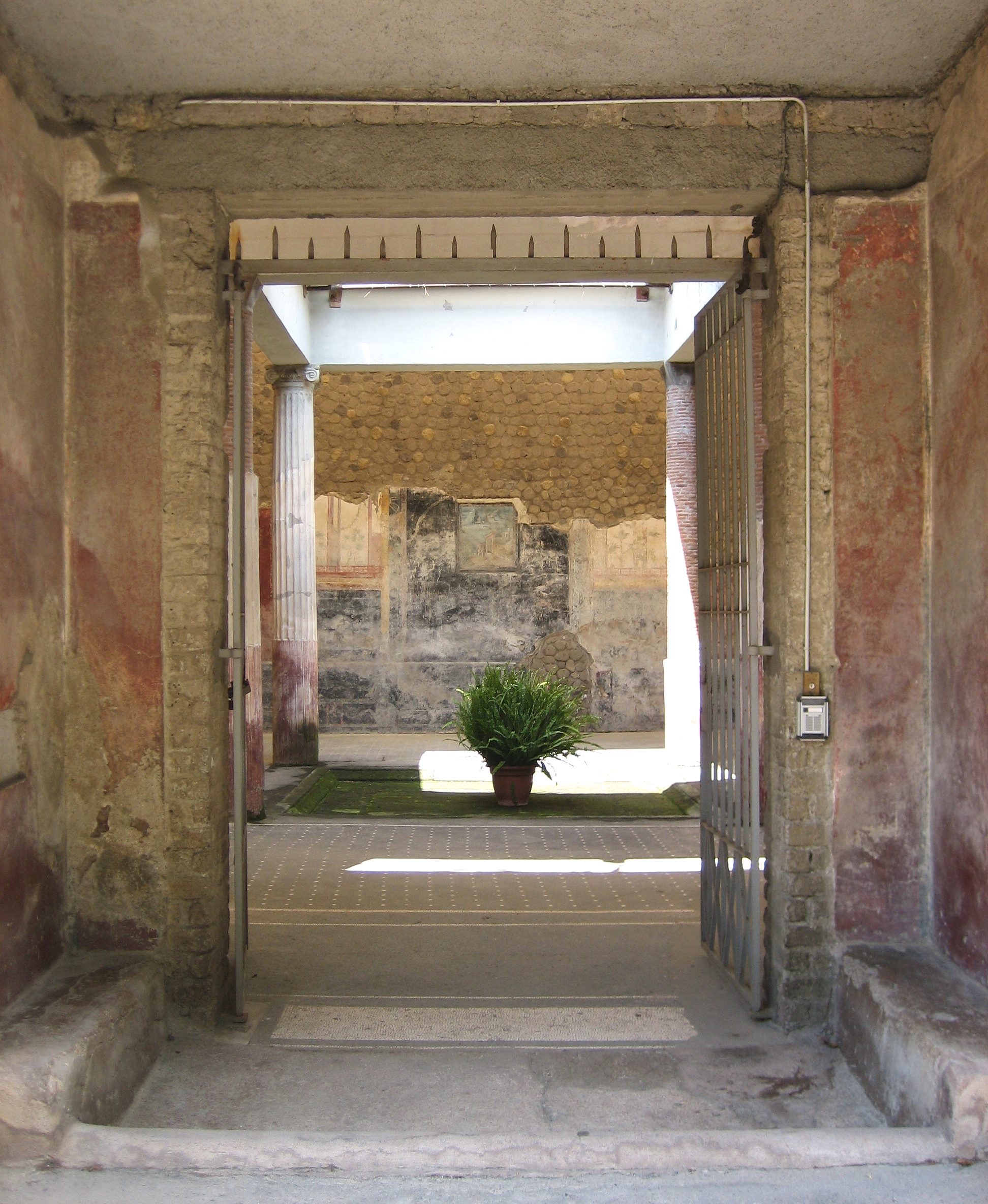
Od vchodu je pohled přímo na atrium s impluviem (Villa San Marco Atrio Ingresso v Stabiae)

V časech Plinia mělo každé venkovské sídlo svoji zahradu. Římané však považovali své zahrady za méně dokonalé než své domy. Římané projevovali pozornost každé věci, která budila dojem velikosti a nádhery. Z toho plynulo nadšení pro stavbu lázní, cirků, soch, nádrží a dalších objektů, jež jsou nápadné. Tato potřeba byla snadněji uspokojena než smysl pro výsadby, které vyžadovaly čas a trpělivost.
Římská záliba v zahradách byla některými moderními architekty v 19. stol. n. l. označena jako zvrácená, pro jejich umělost. Římské zahrady však byly považované za scény umění, a vytvořené právě jako pravidelné a umělé, je zjevné, že vlastníci projevovali cit pro přírodní scenérii. Ale tam, kde všude kolem je příroda, umělé scény a dokonce ty nejvíce pravidelné a formální potěší. To může být v souladu s oprávněnou zálibou jejich novoty a kontrastu, tvrdí John Claudius Loudon. Jestliže veškerá starověká Itálie byla pokryta roztroušenými lesy, starověcí Římané obdivovali přírodní scenérii s ohromným nadšením, jako moderní. To je evidentní ze spisů jejich vynikajících básníků a filozofů.
Úpadek římské říše začal vládou císařů. Věk, jak poznamenává Hirschfield, který následoval po pádu republiky, násilí spáchané císaři, invaze barbarů a dravosti byl úvodem problémové doby, uhasil chuť pro život na venkově. Následoval pád nejlepších provincií Římského impéria, jedné po druhé, což brzy zničilo venkovská sídla a zahrady. Barbarství triumfovalo nad člověkem a uměním, armáda se znovu stala nejdůležitějším zaměstnavatelem a pověry se spojily se sklony k válečnictví a šířila Evropou způsob myšlení, jenž byl dalek od vznešenosti přírody. Architektura byla používána pouze v kaplích a kostelech, nebo u válečných pevností a hradů. Za církevní vlády papežů od osmého do konce dvanáctého století, bylo mnišstvo téměř jedinou třídou v Evropě který se zabýval zemědělstvím. V těchto dobách umění zahradního designu, místo toho, aby bylo velmi všeobecně rozšířeno, bylo ztraceno pro větší část Evropy. Další úsvit se objevil až se znalostí knihtisku, Lutherem, v období Jindřicha VIII, kdy obchod začal kvést v Itálii a Holandsku, kdy umění míru začalo převládat a Evropa část od toho, co bylo původně Římské impérium postupně převzala a většinou ještě udržuje. Požehnání míru a obchodu, zbytky přežívající starověké velikosti a svoboda, kterou některá města získala skrze velkorysost a nádheru nějakých papežů a knížat, spolu s ostatními příčinami, způsobila že obrození umění zahradní architektury nastalo v Itálii, dříve než v jiné zemi.

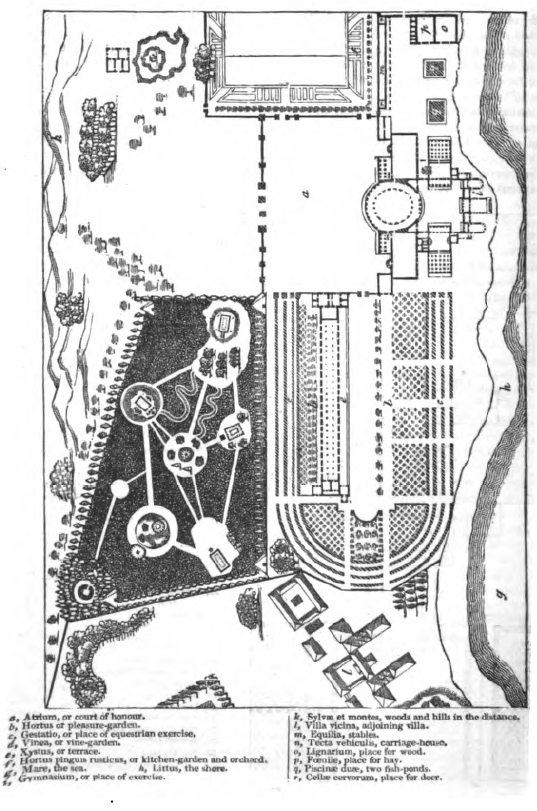
Villa Laurentina.

Styl římské zahrady udal tón evropskému vkusu a stylu úprav zahrad až do konce 17. století, což je dostatečně zřejmé. Je skoro zbytečné podotknout cokoliv k pozoruhodné podobě, kterou Pliniovým zahradám ukazují zahrady francouzského nebo holandského stylu. Terasy vedlejšího domu, trávník rozprostírající se odtud, malá květinová zahrada s fontánou ve středu, chodníky lemované zimostrázem, stromy ostříhané do vrtošivých umělých forem, společně s fontánami, výklenky, a besídkami, tvořit podobnost příliš překvapující k tomu, aby strpěla jakýkoliv spor. „Ve věku“, poznamenává Lord Walpole„, kdy architektura ukázala všechnu svoji velikost, všechnu svoji čistotu a všechen svůj vkus, v době, kdy byl vystavěn Vespasianův amfiteátr, Domitianovy lázně,… a Hadriánova vila, římský konzul, uhlazený císařův přítel, sečtělý muž s vytříbeným vkusem, nachází potěchu v tom, co chátra nyní stěží obdivuje v univerzitní zahradě.“ Všechny části Plinyovy zahrady se shodují přesně s nejlepšími zahradami v Londýně a Wise založenými podle holandského stylu (dutch garden), píše John Claudius Loudon v roce 1835.

## Vily popisované Pliniem
Vila Laurentinum je široce známá, protože je popisovaná Pliniem starším jako zimní sídlo na Tibeře, mezi Římem a mořem, položené blízko Paterno, v místě, které se nyní nazývá San Lorenzo. Zahrada byla nevelká a je jen stručně popisována. Byla obklopena živými ploty ze zimostrázu a keři rozmarýnu. Byly zde plochy na terasách určené k pěstování ovoce jako fíky, vinná réva, a moruše. Mnozí autoři podle jeho popisu vytvářeli plány zahrady. Vila byla možná nalezena u Castel Fusano v roce 1935. Je nyní označena na mapách jako Villa di Plinius. Rozvržení budov neodpovídá slovům Plinia. Vila je však nepochybně podobného stáří a má podobné umístění. Nejpůsobivější vlastností místa je atmosféra blízkosti moře, písčité půdy, borovic a myrty.
Pliniova Tusoulanská vila (nyní Frascati) byla situována v přírodní scenérii Apenin, jejíž velebné vrcholy byly korunovány dubovými lesy. Pliniův popis tohoto útočiště ukazuje, co bylo vážené jako dobrý vkus v zahradách velmi uznávaného římského šlechtice a filozofa, ke konci prvního století, pod vládou císaře Trajána. Zahrada byla tři až čtyři akry velká (1 akr = 4 046,873 m²). Hlavní cesta začíná v krytém sloupoví nebo na terase. Blízké okolí domu pokrývá trávník a jsou zde jako ozdoby postavy zvířat ze zimostrázu. V jiné části domu byl malý prostor země, zastíněný čtyřmi platany s fontánou ve středu, která proudem vody přetékajícím z mramorového bazénu zalévá stromy a zeleň pod nimi. Na opačné části byly vysazeny stromy ve tvaru arény. Tvořil ji zimostráz a platany, střídavě vysazoeny a spojeny společně břečťanem. Za nimi byly umístěny vavříny a konce polokruhové arény byly vytvořeny cypřiši. Vnitřní chodníky byly lemovány růžovými keři v točitém směru. Zimostrázy byly k ohromnému uspokojení majitele ostříhány do různých tvarů a písmen, asi vyjadřující jméno pána, tu a tam byly umístěny malé obelisky, smíšené s ovocnými dřevinami. Na další cestě zdobené stříhanými stromy, podobně jak bylo výše popisováno, byl jakýsi výklenek z bílého mramoru zastíněného vinnou révou a podepřený pilířem z mramoru. Bylo zde odpočívadlo, v jehož zákoutí vytékalo několik proudů vody, jež se jevily jako kdyby byly vytlačený váhou toho kdo spočívala na sedadle. Voda se znovu vracela v bazénu, takže se zdálo vždy plné bez přetékání. Nacházela se zde fontána tryskající do značné výše. Kolem cestiček byly roztroušené sedadla z mramoru, blízko každého z nich byly malé fontány a malými praménky byla voda uměle vedena mezi chodníky, jež sloužily k pobavení ucha jejich mumláním a k zalévání zahrady.

## Florimánie ve starém Římě
Květiny byly v období králů a během prvních věků republiky v římských zahradách vzácné. Ale jak vzrůstala potřeba luxusu u nobility a jak její zvyky napodobovaly i nižší vrstvy, nakonec zvítězila v ohromnému rozšíření vášeň pro květiny se stala tak ohromnou, že byla seznána nezbytnost potlačit vášeň pro květiny zákony proti přepychu. Použití korun z květin bylo zakázána, pokud neměl nositel právo k jejímu užívání, buď plynoucí z postavení své osoby nebo zvláštní povolení úředníků. Lidé ve vysokém postavení neváhali vystavit svůj úspěch v eleganci oblečení a ozdob, což však bylo proti představě Římanů jako válečníků. Cicero kritizuje prokonzul, který udělal turné po Sicílii v nosítkách, sedíce na růžích s korunou z květin na své hlavě a s věncem na zádech.
Floralia (Florifertum, Ludi Florales), byl festival, který se konal v posledních čtyřech dnech dubna a byl doprovázen velkými obscénnostmi a podle Plinia (Plinius, XIII. 29.; Tertulliani Opera.) se zde ukazovalo, že i obyčejné lidi vede láska ke květinám až ke krajnosti. Luxus květin v období Augusta vedl od extrému k bláhovosti. Heliogabalus přikázal, aby postele, jeho pokoje a kryté sloupoví jeho palace bylo posypáno květinami. Mezi nimi byly použity převážně růže. Je předpokládáno, že záliba k této květině přišla do Říma z Egypta, kde, jak píše Athenaeus, Kleopatra zaplatila talent na růže vydané při jediné večeři. Podlaha apartmá ve kterém se bavila byla posypána do výšky jednoho loktu. Nero, podle Suetonia utratil více než čtyři miliony sesterciů, nebo nad třiceti tisíce liber, při jediné večeři za tyto květiny. Podle Horace byly růže pěstované v záhonech, ale existují i o růžích mimo sezónu, rychlených,což byl jeden z největších luxusů těch dob a jevil se velkým rozmarem. Mezi květinami římských zahrad jsou zmiňovány růže, lilie, hyacinty, a karafiáty, jako květiny které mohou okrášlit zelinářské zahrady.
Římská záliba v zahradničení byla odsuzována jako přepjatá.

## Použití rostlin v římských zahradách
Vědecké sbírky rostlin nebo botanické zahrady byly Římanům neznámé. Nevytvořili také žádné systematické pojmenování pro druhy zeleniny. Plinius píše, že Antonius Castor, jeden z prvních lékařů v Římě, shromáždil řadu léčivých rostlin ve své zahradě. Ty zde byly nejspíše pro potřeby jeho profese. Asi 200 až 300 druhů rostlin bylo zmíněno v Pliniově Historii, které se využívaly v zemědělství, zahradách, lékařství, aranžování nebo k dalším účelům. Zdá se, že jsou to všechno druhy, které byly známy nebo měly jména všeobecně užívaná. Terminus Hortus v zákonech Decemviri, o kterých se předpokládá, že jsou tak staré jako instituce Římanů jako národa, používá pouze výraz zahrada, ale později byla zelinářská zahrada odlišena charakteristická názvem Hortus Pinguis. Plinius tvrdí, že hospodář nazývá zelinářskou zahradu druhým moučníkem nebo plátem slaniny, která je vždy připravena k nakrojení, nebo salátem, který lze snadno uvařit a jenž je lehce stravitelný. Označena musí být jako špatná ta hospodyně (zahrada je její povinnost) v jejímž domě by zahrada byla v špatném stavu. Nejdůležitější plodiny přinesli podle Hirschfielda (Theorie des Jardins, sv. i. p. 27.) a Sickler (Geschichte, 1 Pand.) do Itálie Římané. Fíky ze Sýrie, citroníky z Médie, broskve z Persie, granátové jablko z Afriky, meruňky z Epiru, jablka, hrušky a švestky z Arménie, třešně z Pontu. Zahrady, které se staly nerozumně nazdobenými mnoha cizokrajnými druhy ovoce pěstovaného Římany, popisuje Plinus. S výjimkou pomerančů, ananasu, angreštu, rybízu, a malin, zahrnuje ovoce pěstované Římany téměř všechno ovoce, které bylo do poloviny 20. století v Evropě pěstováno.

### Seznam rostlin používaných v římských zahradách

#### Ovoce
Římané pěstovali různé druhy ovoce, z jádrového ovoce především jablka. Sladká jablka (melimala) sloužila k jídlu a jiné druhy jablek byly využívány pro kuchařské umění. Pěstovali rovněž druhy jablek bez semen. Pěstovali nejméně třicet šest odrůd hrušek, a to letní i zimní druhy ovoce, měkké i tvrdé. Některé sloužily k přímé konzumaci, jiné byly nazývány "libralia". Kdoulí měli tři druhy, jednu nazývali "chrysomela" podle žluté slupky, vařila se s medem tak, jak se dělá marmeláda. Vyšlechtili jeřáby s plody jako jablka a jako hrušky. Jiné druhy byly drobné, pravděpodobně jako divoké jeřáby. Mišpule jsou pěstovány dvě odrůdy, větší a menší.
Z peckovin měli čtyři odrůdy broskví a také nektarinky, meruňky a mandloně. Ze švestek pěstovali nesčíselně odrůd, včetně bílých, černých a z obou smísených. Jedna odrůda byla nazývaná "asinia", protože byla levná, další zase "damascena", protože měla velkou pecku a méně dužniny. Zde můžeme zařadit všechny druhy, které souhrnně nazýváme slivoně. Třešní pěstovali osm odrůd, červené a černé. Jedna odrůda byla tak jemná, že její plody nesnesly přepravu. Jiná odrůda měla tuhou dužninu ("duracina") jako 'Bigarreau', ale byla menší. Další odrůda měla hořkou příchuť ("laurea“) stejně jako malé černé divoké třešně. Také byly trpasličí odrůdy, ne víc než tři stopy vysoké. Též pěstovali několik odrůd oliv.
Z bobulovin pěstovali hrozny, znali nesčíselně odrůd, od odrůd s tvrdou slupkou ("duracina") po odrůdy s tenkou slupkou. Jeden druh révy pěstované v Římě nesl až 12 amfor šťávy (z rostliny), což je 36,37 litrů (84 galonů). Římané pěstovali hrozny s kulatými, ale i podlouhlými bobulemi. Jedna z odrůd měla tak podlouhlé bobule, že byla nazývána "dactylides", protože tvar bobulí připomínal prsty na ruce. Martial hovoří o oblíbených hroznech s tuhou slupkou. Z fíků se pěstovalo mnoho odrůd, od bílých po černé, od malých po velké. Jedna odrůda dosahovala velikosti hrušek a jiná neměla plody větší než oliva. Moruše pěstovali jednu menší a druhou větší černou sortu. Plinius hovoří o moruších pěstovaných (naroubovaných) na šípkové podnoži, ale možná tím snad míní ostružiník nebo prostě jen menší druh moruše, není to jasné. Jahodník Římané znali, ale nezdá se, že by byl nějak ceněn. Klima v starověkém Římě (v Itálii) bylo příliš teplé na to, aby plody jahodníku byly dostatečně vyvinuté, s výjimkou vyšších poloh. Z ořechů pěstovali lískové ořechy (Corylus avelana) a lískové ořechy z Corylus maxima, které opékali. Také pěstovali pro plody buk, mast (všeobecný název, je to "plod lesních dřevin, jako žaludy a jiné ořechy"), pistácie a další. Z vlašských ořechů pěstovali ořechy s křehkou i s tvrdou skořápkou („papíráky“ a „kameňáky“) jako je tomu v současnosti na území ČR. Je tradováno, že v „zlatých časech“ lidé žili pod žaludy a bohové pod vlašskými ořechy, z té doby pochází pojmenování "Juglans" tedy Diův žalud (Jovis Glans).
Jedlých kaštanů pěstovali v starověkém Římě šest odrůd, u některých odrůd šla slupka lépe oddělit než u jiných. Z bobovitých byl pěstován pro plody a okrasu rohovník obecný Ceratonia siliqua. Z dalšího ovoce byly používány například piniová semena (semena borovice). Olivy a hrozny se pěstovaly s velkou péčí, jak uvádí římští autoři v dílech o zemědělství a pěstitelství. Některé plantáže zmiňované Pliniem ještě mají existovat, olivy v Terni a réva ve Fiesole. Obě dvě plantáže jsou podle Pliniových popisů velmi staré. Římané rozmnožovali stromy metodami v 21. století běžně používanými v ovocných a okrasných školkách. Ovocné stromy byly běžně roubované a naočkované. Réva, fíky a olivy byly rozmnožovány řízky, kříženci nebo výhonky, lesní stromy byly běžně rozmnožovány generativně i vegetativně.

#### Zelenina
Zelenina pěstovaná a šlechtěná Římany byla hlavně z čeledi brukvovitých, bobovitých, hvězdincovitých a tykvovitých. Čeleď brukvovité byla pěstována v několik variantách, zelí bylo ve starověkém Římě podle Columella pokrmem otroků i králů. Z čeledi bobovitých byl pěstován hrách, fazole a fazol šarlatový. Římané pěstovali také několik kultivarů cibule a česneku. Z kořenové zeleniny byl často pěstován tuřín, mrkev, pastinák, řepa, sevlák cukrový (Sium sisarum), ředkvička. Z listové zeleniny je známo používání šťovíku (Rumex acetosa). Byl pěstován chřest, ze salátové zeleniny endivie, salát, čekanka, hořčice (listy Brassica juncea) a jiné. V květináčích se pěstovalo koření jako petržel, pelyněk, tromín zelný (Smyrnium olusatrum L.), „orach“ (Atriplex hortensis ), Lepidium latifolium, oman pravý, fenykl obecný, kerblík třebule a jejich kultivary. Římané ke kulinářským účelům pěstovali i houby, rovněž v zahradách sbírali, pěstovali a používali jako přísady i hlemýždě a včely. Z tykvovitých byla pěstována velká škála druhů tykví, melounů a okurek.

#### Okrasné rostliny
Nejpoužívanější okrasné rostliny byly cypřiše, citroníky, fíkovníky, pomerančovníky, olivy, myrty, vavříny. Časté bylo pěstování platanů a jilmů. Živé ploty tvarovali ze stálezelených dubů a podél cest vysazovali aleje stromů. Vrby byly pěstovány k popínání révy, aby je podporovala. Také byly používány pro živé ploty. Do živých plotů byly používány různé druhy dřevin, živé ploty obklopovaly hlavně vinice a zahrady. Jilmy a topoly byly pěstovány na palivové dřevo. Stromy byly skáceny pro topivo a znovu pěstovány poté, co obrazily z pařezů.

## Používané zahradnické techniky
Běžně je používáno vegetativní množení, včetně štěpování. Je zmíněno odlišné pěstování pozdně kvetoucích růží. Plinius popisuje metodu kterou růže mohou být přirychleny, kropení teplou vodou v období rašení.

### Rychlení
Přepych rychlené rostlinné výroby se jeví jako široce používaný Římany. "Specularia" nebo "lapis specularis" jsou známy ze spisů Seneky a Plinia. Tiberius, který měl rád okurky, je měl ve své zahradě díky pěstování ve spekuláriích po celý rok. Pěstoval je v bednách nebo koších hnoje a zeminy umístěné pod tabulemi, které dával odstraňovat v pěkných dnech a vracel je na noc. Sir Joseph Banks (Hort. Tr. i. 148.) se z epigramů Martiala domýšlel, že hroznové víno a broskve byly rychlené a Daines Barrington předpokládá, že Římané měli nejen skleníky, ale používali i zahřívací stěny k rychlení výpěstků. Sir Joseph Banks sleduje (Hort. Tr. i. 147), že Římané byli dobře obeznámeni s kouřovody. Nepoužívali otevřený oheň ve svých domech, ale přinejmenším v chladnějších zemích měli vždy kouřové tahy pod podlahou svých pokojů. Lysons našel v římské vile, kterou popsal v Gloucestershire, kouřové tahy a ohniště, odkud se získávalo teplo. Podobné kouřové tahy a krby byly také nalezeny v rozsáhlé vile nedávno objevené v Blenheim v Oxfordshire. V Itálii Římané používali kouřové tahy hlavně v lázních nebo v potní lázni. Takové kouřové tahy byly nalezeny ve vykopávkách v Pompejích, kde zdi okolo apartmá byly vyhřívány kouřovými tahy nebo dutinami pro oběh horkého vzduchu a kouře. Vyhřívání speculárií lze považovat za pravděpodobné. Daines Barrington (1727 – 14 March 1800) si povšimnul pozoruhodné souvislosti, že luxus ledu v chlazených nápojích se objevil u Římanů v době, kdy začali s rychlením ovoce.

## Rozvoj zahradních věd v Římě
Zahradničení Římanů bylo zcela založeno na zkušenostech. Bylo praktikováno se všemi pověrčivými rituály diktovanými náboženstvím, založenými na mnohobožství.  Téměř každá zahradnická operace měla svého boha, který byl vyvoláván nebo usmířován při všech příležitostech. Zemědělských bohů u starých Římanů bylo nejméně dvacet. Zbožňovaná Venuše jako protektorka zahrady tak nabízí svoji přímluvu bohyni čerstvé vody, kterou je Lympha, protože pěstování v suché půdě je bídné. Římané sledovali měsíční cyklus a také šťastné a nešťastné dny, podle popisu od Hesioda. V některých dnech bylo tak podle Římanů vhodné provádět úkony na polích, když Měsíc dorůstá . Jiné lze dobře provádět pouze, když Měsíc ubývá, například kosení obilí. „Sleduji tyto věci,“ říká Agrasius, (jeden z padesáti autorů kteří psali o hospodářství, ale jehož spisy jsou nyní ztraceny) „nejen při stříhání mých ovcí, ale při stříhání mých vlasů, protože bych se mohl stát holohlavým, pokud bych tak nečinil, když Měsíc ubývá (pokud by si stříhal vlasy jindy).“ Náboženství a magie také sloužila při pomoci zemědělcům. Lucius Junius Moderatus Columella říká, že zemědělci jsou více zbožní než je běžné. Když vysejí tuříny, vždy se modlí, aby rostly. Pokud na tuříny útočí housenky, je nejlépe, jak potvrzuje Démokritos, aby žena která muže doprovází, rozpustila své vlasy, a bosonohá, třikrát okolo každého záhonu procházela, zabíjejíce housenky. Ženy však mohly zřídkakdy vstoupit tam, kde byly vysázeny okurky, nebo tykve, protože by tyto obvykle zelené věci mohly vadnout, pokud by je ženy kontrolovaly v jejich růstu a zacházely s nimi.
Fyziologie rostlin byla Římanům zřejmě celkem neznámá. Podle informací od Virgilia, Columella a Plinia jakýkoliv roub mohl být roubován na libovolný kmen, ale kromě toho rovněž tvrdí, že podnož změní vůni ovoce. Plinius se zmiňuje o efektu roubování révy na jilm a podle kresby vyráží réva z kmene kaštanu, což je nesmysl. Tito autoři však pravděpodobně popisují co viděli. Římané nerozuměli ani generativnímu rozmnožování. Nějaké stromy a keře, které nejsou pěstované pro plody, jako topol, vrba, košíkářská vrba a janovec metlatý, byly považovány za rostoucí samovolně, u jiných se předpokládalo, že vyrůstají z nahodilých semen, jako kaštan a dub. Některé podle Římanů vyrůstaly z kořenů dalších druhů stromů, jak třešně, jilmy, vavříny a podobně. Přes tuto neznalost a nepřesnosti, které jejich výroky prozrazují, Římané znali naše běžné postupy a i něco z našich neobvyklých praktik. Rozmnožovali rostliny jak my děláme, prováděli průklesty, řez, zavlažování, rychlení rostlin a zpožďování termínů plození a kvetení rostlin. Dokonce Římané prováděli řezy (kroužkování) na stromech, aby navodili plodnost.
Žádný římský autor nepíše výlučně o zahradničení, ale touto oblastí se zabývá Kato, Varro, Virgilius, Plinius a Columella. Pliniova Naturalis historia byla napsána v prvním století našeho letopočtu. Plinius se narodil blízko Říma a žil především u dvora. Některé z 37 svazků (20–26) zahrnují hlavně tematiku hospodářství, zahradnictví, dendrologie a léčivých rostlin. Venkovská ekonomika od Columella je shrnuta ve dvanácti knihách, z nichž jedenáctá je o zahradnictví a je veršovaná.

## Popis zahrad
Městský dům v římské době měl až tři druhy zahrad:
- Atrium byl bohatě zdobený prostor uprostřed patricijského domu, jehož střed tvořil okrasný bazén (impluvium). Nad prostorem nebyla střecha a okolí bazénu bylo osázeno zelení.
- Peristyl byl větší než atrium, byl řešen jako obytná okrasná zahrada. Menší domy měly pouze atrium.
- Na střechách domů bývaly někdy zakládány menší zahrady – tzv. solária.[L 2]

Zahrady nebyly vyhrazeny pouze pro mimořádně bohaté. Vykopávky v Pompejích ukazují, že zahrady spojené s domem byly zmenšeny pro splnění prostorových omezení průměrného Římana. Upravená verze římské zahrady byla budována v římských osadách v Africe, Galii a Británii. Postupně jak městské domy a vily byly nahrazovány vysokými bytovými domy, byly rovněž městské zahrady nahrazeny okenními nebo střešními zahradami.

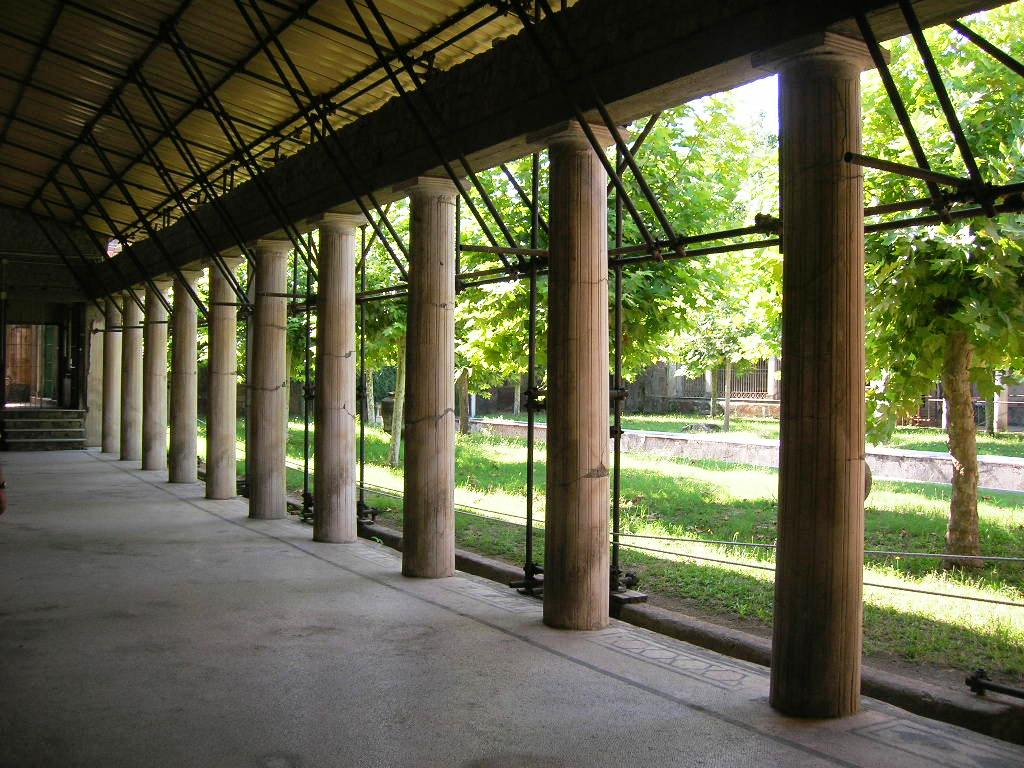
sloupořadí v peristylu (vila v Stabiae)

Archeologické zkoumání Pompejí, Herculanea a Stabií pomohlo rekonstruovat zahrady „zakonzervované“ sopečným popelem po výbuchu Vesuvu. Archeologické metody umožňují rekonstruovat i komplikované a esteticky cenné výsadby římských zahrad, například v zahradě římského paláce ve Fishbourne (V. Británie), na místě proslulé luxusní římské vily, která zde byla postavena v roce 60 našeho letopočtu.

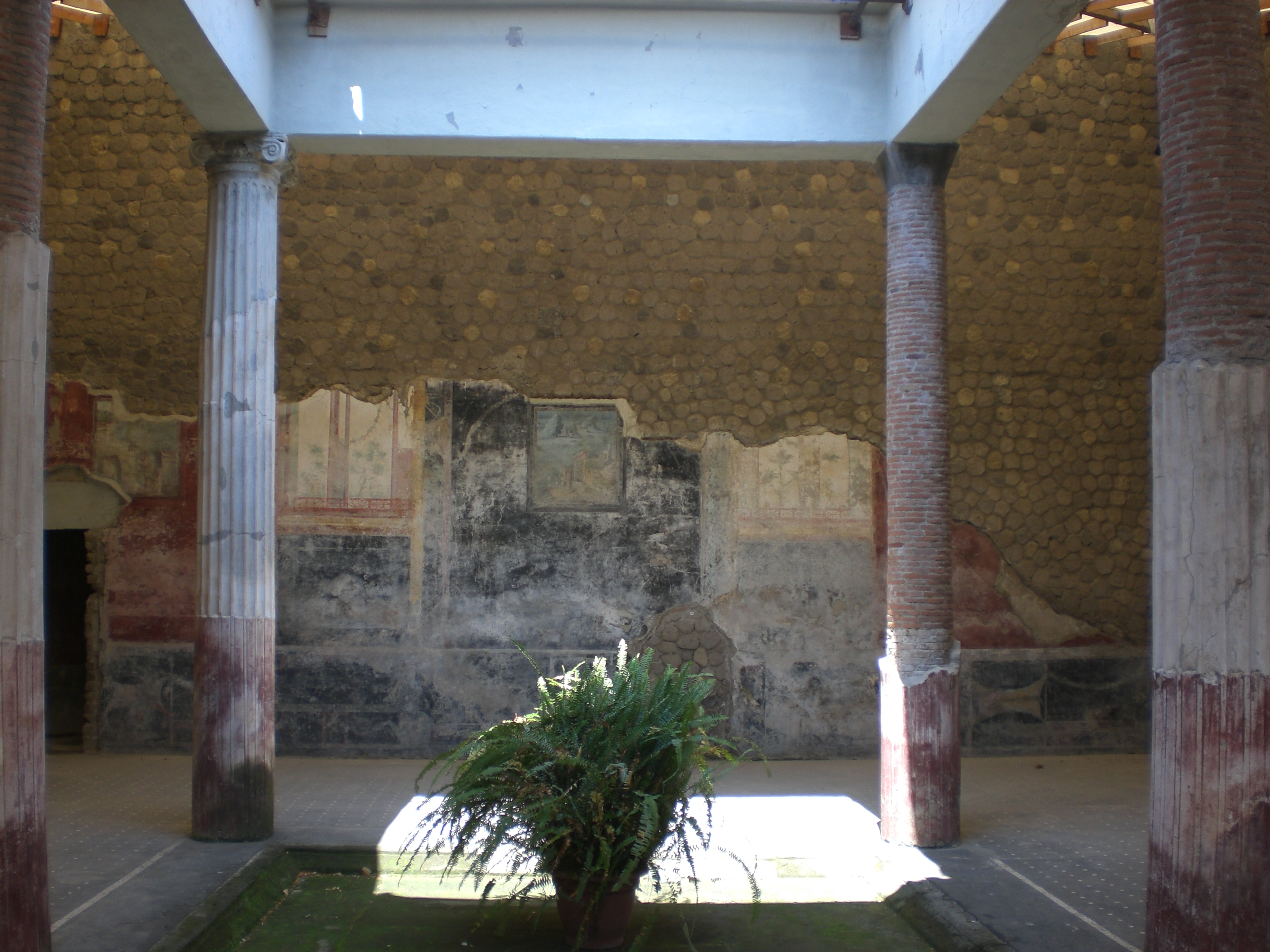
Atrium s impluviem, Villa San Marco v Stabiae

### Popis zahrad u větších soukromých sídel

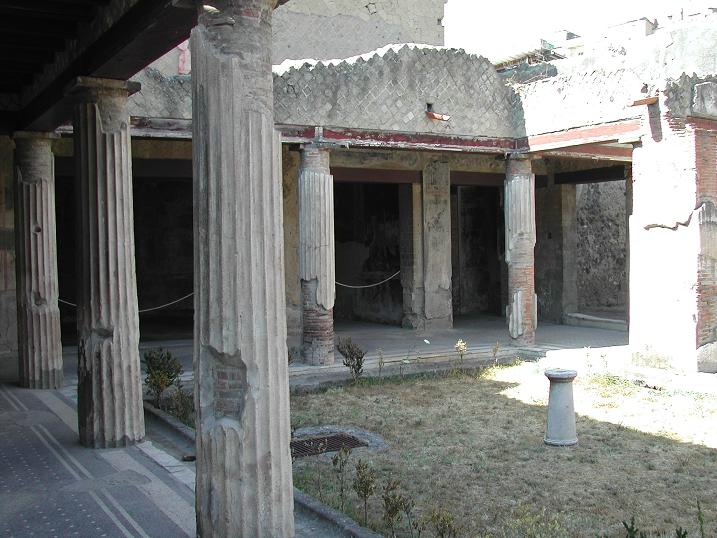
peristyl (Casa Salone Nero v Herculaneum)

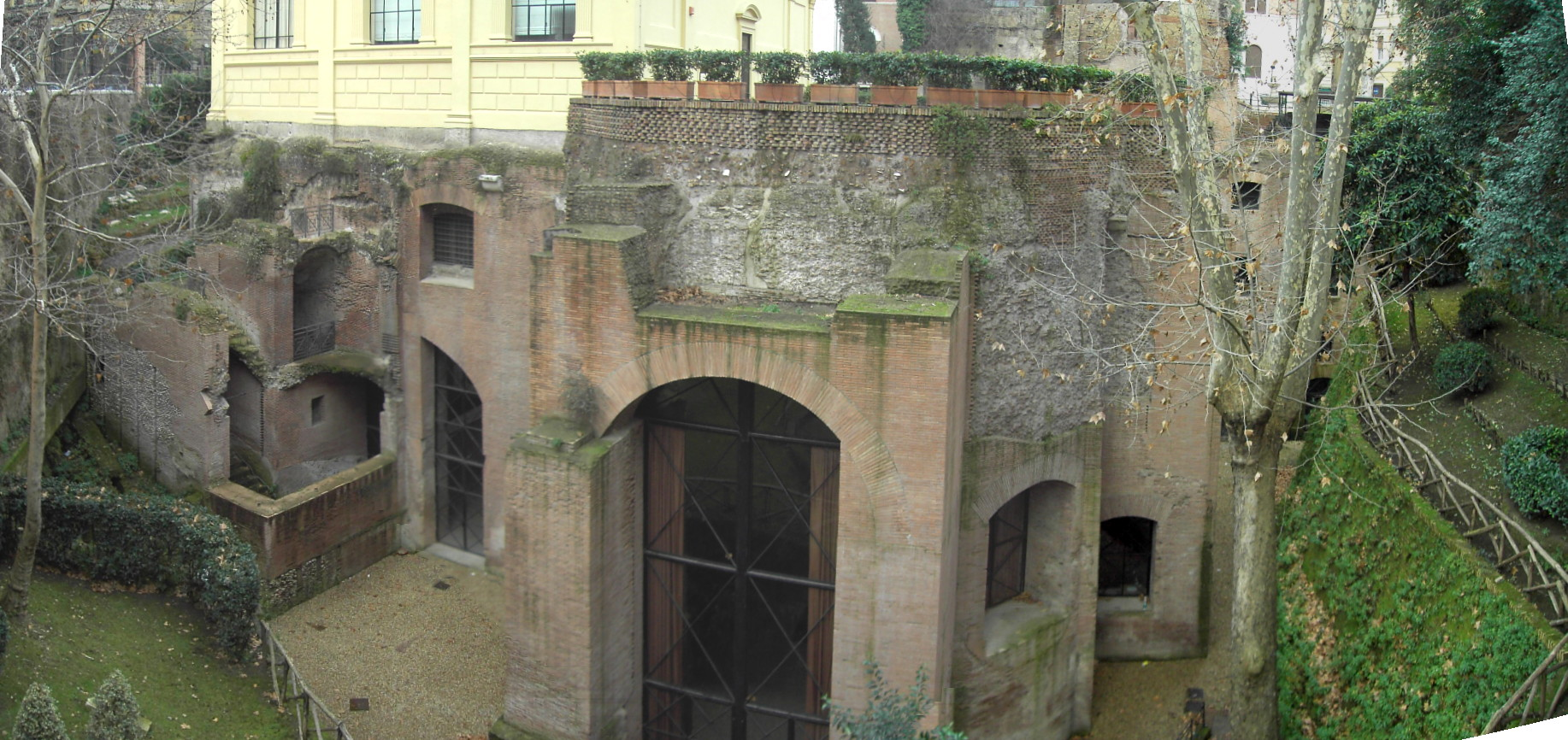
Sallustiano – Horti sallustiani

Hortus je velká zahrada s okrasnými dřevinami, velmi často pečlivě upravenými řezem, jako topiary nebo živé ploty. Byla součástí luxusních sídel a sídel charakteru „villa urbana“. Vzhledem se podobaly italským zahradám, byly pravidelné, nacházelo se zde množství dekorativních předmětů, okrasné stavby a vodní prvky. V zahradě se také nalézaly okrasné rostliny v nádobách.
Románské soukromé zahrady větších sídel lze obecně rozdělit na tři části. První z nich, xystos byla terasa, která sloužila jako otevřená vzdušná místnost a byla připojena k domu krytou chodbou se sloupovím. Xystos vypadal jako menší zahrada. Další část ambulatio se skládala z různých květin, stromů a další zeleně a sloužila jako ideální prostředí pro pomalou procházku po jídle, při mírné konverzaci, nebo rekreaci. Zastíněná avenue, kde pán domu mohl jezdit na koních nebo mohl být nesen svými otroky, byla postavena jako samostatný oválný prostor.

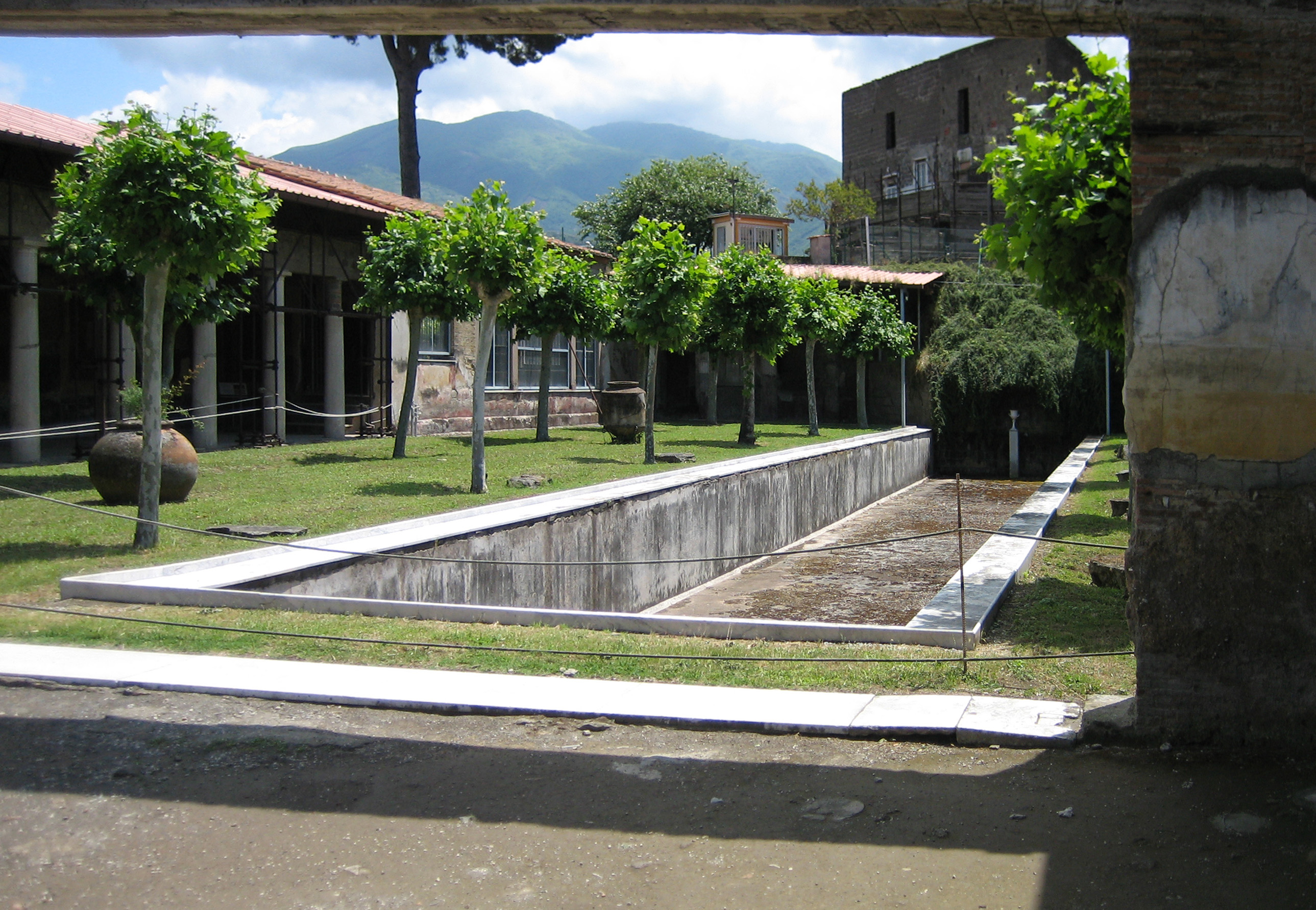
Peristyl (vila v Stabiae)

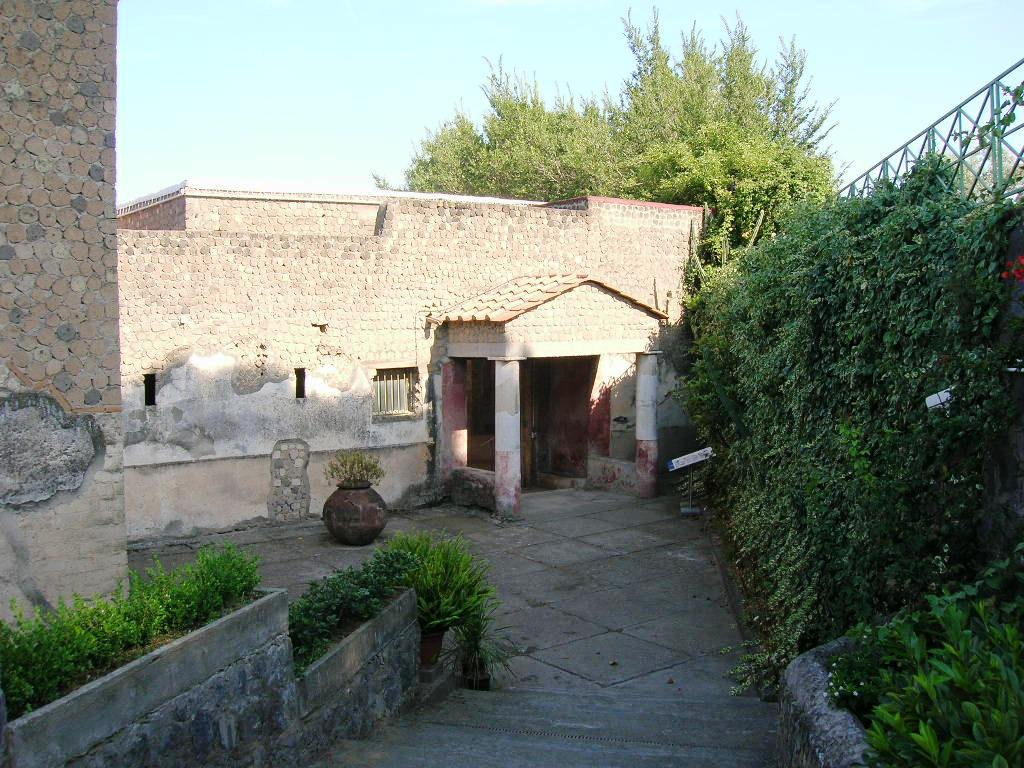
Dvorek (Villa San Marco v Stabiae)

Zahrady venkovských sídel, obehnané zpravidla vysokou zdí, zahrnovaly též přírodně krajinářskou část, oboru, často doplňovanou zvěří.

Zahrady venkovských sídel, obehnané zpravidla vysokou zdí, zahrnovaly též přírodně krajinářskou část, oboru, často doplňovanou zvěří. Římané vysazovali i výhradně růžové zahrady, nazývané rosarium. Znali i patium s hrnkovými květinami a africkými liliemi.
- Nejjednodušší ze všech mnoha nesčetných doplňků a forem pavilonů zahrady byla exedra, někdy krytá a někdy odkrytá, obvykle v polokruhovité formě a umístěná na nepatrně zvýšeném podstavci. Ty byly určený k rozhovorům.
- Podle popisu Rose Standish Nichols, z knihy English pleasure gardens se jiná forma pavilónu, casino, skládalo z dvou nebo tří místností a bylo považováno téměř za nutnost. Bylo zvláště určeno k hrám, hostinám nebo odpočinku. Jak byla vila stranou ruchu města, tak casino bylo stranou ruchu nevyhnutelného ve venkovském sídle, obsahujícího, kromě hostitele a jeho rodiny, tucet hostů a sto otroků.
- Oblíbeným pavilonkem bylo triclinium, často popnuté rostlinami, což byla místnost určená pro přijímání hostů a menší hostiny, bylo vybaveno třemi lehátky podél tří stěn místnosti.
- Jiné menší osamocené pavilóny byly nazývány cubiculum, ty byly v první řadě zamýšleny pro odpočinek a místo na poklidné spaní, obvykle s pohovkou umístěnou ve výklenku nebo přístěnku.
- Rychlení a pěstování choulostivých dřevin bylo prováděné ve sklenících nazývaných specularius.

Častým prvkem v stavbách budovaných Římany jsou oltáře a zpodobnění božstev. Stejně tak v zahradách se všude nalézaly sochy a malby božstev, například v zahradě římské vily ve Francii (Montmaurin) z 1. století n. l. popisované jako galsko-římská Montmaurinská vila jsou popisovány sochy Artemis a Adonise.
Významným dílem byl soubor zahrad v okolí sídla císaře Hadriana. Okolí Hadrianovy vily poblíž Říma se svými letohrádky, partery, živými ploty a pergolami předchází o tisíc pět set kompozici nejbohatších barokních zahrad. Náročnou sadovou úpravou se vyznačovalo tzv. portici – mohutné sloupové ochozy se zahradou a bazénem uprostřed. Vitrivius ve svých deseti knihách o architektuře – "Deset knih o architektuře" (De architectura libri decem – 1. století př. n. l.) hovoří i o vybavení této zahrady.

.

## Některé římské zahrady

### Zahrady Sallustiovy
Zahrady Sallustiovy byly vybudovány římským senátorem Sallustiem v prvním století před naším letopočtem, a to díky financím získaným nelegálně během práce v úřadě. Zahrady pokrývají rozsáhlou oblast severozápadně od Říma.
Nejdůležitější částí zahrady byly rostliny a dřeviny, často ve tvaru geometrických tvarů a zvířat. Mezi zelení bylo množství pavilonů, zastíněných arkád, fontán, lázní, chrámy a sochy, často repliky původních řeckých soch.
Důkazem o významu a bohatosti zahrady Sallustiovy jsou velká umělecká díla, které zde byla nalezena i přesto, že mnohé byly ukradeny v průběhu staletí.

### Zahrada Vettii
Casa dei Vettii je jedna z nejluxusnějších vil objevených v archeologických vykopávkách v Pompejích. Je známá dobře zachovalými obrazy, které bohatě zdobí stěny. Z mnohých fresek v zahradě lze usuzovat na povahu a životní názory obyvatel. Například u vchodu do domu je zobrazení muže, jehož obrovský falus je vyvažován pytlem mincí, freska symbolizuje prosperitu a plodnost. Přímo z vchodu do domu upoutá pohled bazének impluvium v atriu, který byl zřejmě obklopen výzdobou a nádobami s rostlinami. Sloupořadí, skládající se z osmnácti sloupů, obklopuje zahradu a fontány z mramoru a bronzové nádrže, v níž tekla voda z dvanácti malých soch.

### Hadriánova vila v Tivoli
Hadriánova vila je císařská rezidence u Tivoli. Je na Seznamu UNESCO od roku 1999. Byla postavena v letech 118–133 n. l. Peristyl (nádvoří) lemované sloupořadím je zdobeno květinovými záhony a fontánami. Chodníky zdobí geometrické tvary – čtverce, trojúhelníky, kosočtverce. K dekoraci nádvoří je použit mramor a slonovina. Na stěnách jsou místy zachovány lovecké scény. V areálu vily se nachází vodní divadlo – nádrž s ostrůvkem, velká nádrž s výklenky pro sochy obklopená sloupořadím. Součástí vily bylo nympheum – venkovní obytné prostory se zahradou, vyzdobené vodotrysky a nádobami s květinami.

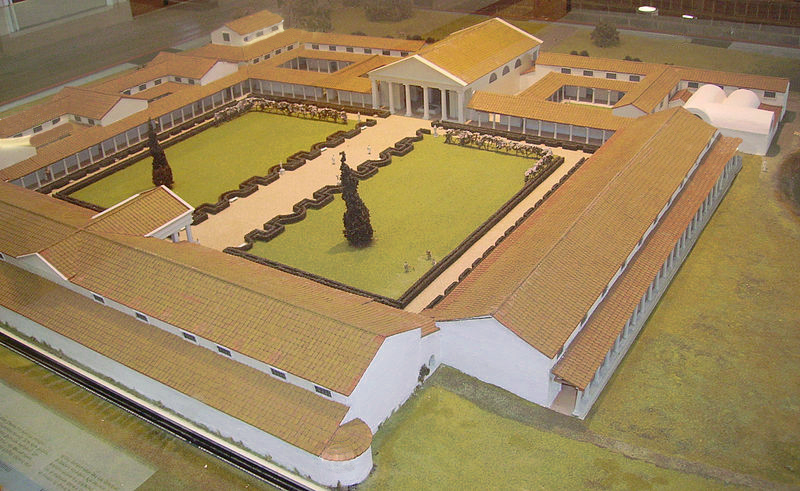
Model zahrady ve Fishbourne

### Zahrada paláce ve Fishbourne
Prostor v zahradě paláce ve Fishbourne byl rozdělen na dva trávníky ohraničené nízkými dekorativně stříhanými plůtky. Středem vedl 12 metrů široký štěrkový chodník, další chodníky vedly také po obvodu zahrady. Kolem okrajů trávníku byly příkopy naplněné zeminou a křídou. Křída může ovlivnit pH půdy nebo dodat do půdy vápník. Vápník také zlepšuje strukturální vlastnosti půdy a usnadňuje uvolňování dalších živin. Některé druhy pěstovaných rostlin vápník přímo vyžadují.
V příkopech se zeminou a křídou byly pěstovány rostliny jako růže, kvetoucí stromy, živé ploty, rozmarýny, lilie a yzop. Ve východní části zahrady byly treláže, pravděpodobně pro popínavé rostliny, například růže. Systém vodního potrubí v podzemí naznačuje, že kašny byly umístěny v pravidelných odstupech podél cest. Zahrada byla doplněna klasickými mramorovými a bronzovými sochami v římském stylu.
 Z výzkumů tedy vyplývá nejen důkladně plánovaná estetika celého díla, ale i hlubší znalosti zhotovitele o zemědělství.